# Luci Sergi Catilina
Luci Sergi Catilina (en llatí: Lucius Sergius Catilina) (?, 109 o 108 aC — ?, 62 aC) va ser un noble romà de finals del període republicà que va liderar una conjura que perseguia derrocar el govern republicà senatorial.

## Orígens i carrera
Catilina va néixer en el si d'una família aristòcrata però empobrida, la gens Sèrgia, de la qual havien sorgit cònsols, el darrer l'any 380 aC (Cn. Sergius Fidenas Coxo). Durant la guerra civil entre Gai Mari i Sul·la (82 - 79 aC) es va unir al bàndol d'aquest darrer, els optimates, combatent a les ordres de Pompeu Estrabó (pare de Pompeu el Gran) i a les del mateix Sul·la. Durant la dictadura d'aquest, Catilina va participar activament en les depuracions de ciutadans i va arribar a assassinar el seu cunyat Marc Mari Gratidià (fill d'una germana de Gai Mari) a petició de Lutaci Catul qui hauria volgut venjar la mort del seu pare Catul. Acabada la dictadura i seguint el cursus honorum, va ser qüestor (77 aC), pretor (68) i propretor (governador) de la província d'Àfrica (67). L'any 73 va ser acusat d'adulteri amb una verge vestal de nom Fàbia, germana de Terència, però va ser salvat pel testimoni favorable de Lutaci Catul.
Catilina es va voler presentar a les eleccions consulars de l'any 66, dirigides per Publi Autroni Pet i Publi Corneli Sul·la, però la seva candidatura va ser desqualificada quan va ser acusat d'exacció il·legal al seu govern provincial. Després de les eleccions, es va passejar armat pel Fòrum per mostrar la seva força. Va ser absolt en un judici durant el qual va rebre el suport de molts personatges influents, com el cònsol Manli Torquat; fins i tot Ciceró, que aleshores buscava un pacte electoral amb ell, va parlar en defensa seva.
És possible, tot i que no hi ha dades segures per confirmar-ho, que Catilina participés en la conspiració de l'any 65. Els dos cònsols designats per aquell any, Autroni Pet i Corneli Sul·la (nebot del dictador), van ser acusats de corrupció electoral i destituïts. El càrrec el van ocupar dos candidats que havien perdut les eleccions, Torquat i Aureli Cotta. Els dos cònsols destituïts van planejar realitzar un cop d'estat amb el suport velat d'algunes personalitats, com Cras i Cèsar, que serien nomenats dictador i mestre de cavalleria respectivament, en cas que el cop triomfés. La participació de Catilina és mencionada en un discurs de Ciceró, In toga candida, conservat fragmentàriament. Tanmateix, la conspiració no es va acabar de forjar perquè significava haver d'assassinar els dos cònsols de l'any, mesura que Cras i Cèsar van considerar massa arriscada.
L'any 64, Luci Luccei el va acusar infructuosament de diversos assassinats en temps de la dictadura de Sul·la. El juny del 64 aC va començar la conspiració a gran escala; en una reunió hi havia 11 senadors, 4 equites, i nombrosos membres influents de províncies, i el més destacat fou Publi Corneli Lèntul Sura (cònsol el 71 aC) qui havia perdut el seu càrrec al senat; altres foren: Gai Corneli Cetege, Publi Autroni, Luci Cassi Longí, Luci Vargunti, Luci Calpurni Bèstia, Publi i Servili Sul·la (nebots del dictador Sul·la), Marc Porci Lacca, Quint Anni, Quint Curins, Marc Fulvi Nobilior, Luci Estacili, Publi Gabini Capitó i Gai Corneli. En el programa es proposava la cancel·lació dels deutes, la proscripció dels ciutadans més rics, i el repartiment dels càrrecs entre els conspiradors. Tenien el suport de l'exèrcit d'Hispània dirigit per Gneu Calpurni Pisó, i el de Mauritània dirigit per Publi Sittins Nucerí, i s'esperava el suport de Gai Antoni Hibrida qui seria elegit cònsol junt amb Catilina per l'any 63 aC, elecció de la qual s'exclouria a Ciceró.

## La conspiració
Catilina es va presentar a les eleccions consulars per a l'any 63, juntament amb Antoni Hibrida, pel partit dels populars. Catilina va buscar el suport dels joves descontents i dels veterans de Sul·la i va comptar amb l'ajuda econòmica i política de personatges com Cras i Cèsar. Tanmateix, tot i que Antoni sí que va resultar elegit, Catilina va perdre davant de Ciceró, candidat recolzat pels senadors conservadors i pels cavallers. Frustrat aleshores en la seva ambició, va començar a fer dipòsits d'armes i es van reclutar soldats en diferents punts especialment prop de Faesulae, sota la direcció de l'expert comandant Gai Manli, veterà de Sul·la. Es van reclutar també classes baixes, prostitutes, esclaus i tota mena de gent per dirigir manifestacions i per ajudar-hi es va acordar que es calaria foc a la ciutat en diferents punts. Quan es van fer els comicis per als cònsols del 62 aC (avançat el 63 aC) va tornar a competir pel càrrec i es va trobar amb l'oposició de Ciceró, essent de nou derrotat per Dècim Juni Silà i Luci Licini Murena, candidats de Ciceró (que es va presentar als comicis armat per por de ser assassinat).
Després d'aquest nou fracàs va reprendre els plans per prendre el poder per la força amb el suport d'aristòcrates, veterans i, fins i tot, esclaus, per tot Itàlia. Un conspirador de nom Quint Curi, que havia estat darrerament expulsat del senat, va revelar els seus plans a la seva amant, Fúlvia, la qual, alarmada per les revelacions, va escriure a Ciceró i es va posar al seu servei com informadora; fins i tot va aconseguir que Curi traís els seus companys. Ciceró va revelar alguns detalls al senat i va aconseguir que el cònsol Antoni hagués de fer-li costat i li va prometre la província de Macedònia perquè es desmarqués de Catilina. Tampoc no va aconseguir el suport ni de Cèsar ni de Cras.
Aquest últim va facilitar a Ciceró unes cartes anònimes que informaven d'amenaces a ciutadans. El 21 d'octubre Ciceró va denunciar obertament Catilina i el va acusar de traïció dient que la revolta havia d'esclatar el 27 d'octubre i el 28 d'octubre s'havia de matar als caps de la república. El senat va donar als cònsols plens poders civils i militars i així Ciceró va poder organitzar els comicis sota control; Catilina fou un altre cop derrotat i, tot seguit, acusat de sedició sota la llei Plàucia (Lex Plautia), i va haver de renunciar a ocupar la fortalesa de Praeneste que havia de ser la base d'operacions. S'acumulaven els perills i els fracassos i Catilina va haver de fer protestes d'innocència i oferir Praeneste a la vigilància de Marc Lèpid i Quint Metel o Marc Marcel.
El 6 de novembre Catilina va donar ordres de revolta i va enviar a Manli a Etrúria, a Septimi de Camers al Picè, a Gai Juli a la Pulla i altres a altres llocs per iniciar la guerra i organitzar la revolta dels esclaus. El 8 de novembre el senador Luci Vargunteu i el cavaller Gai Corneli van anar a casa de Ciceró, en teoria, per presentar-li respectes, però amb la missió de matar-lo; tanmateix, Ciceró (que ja n'havia estat alertat) no els va deixar entrar.

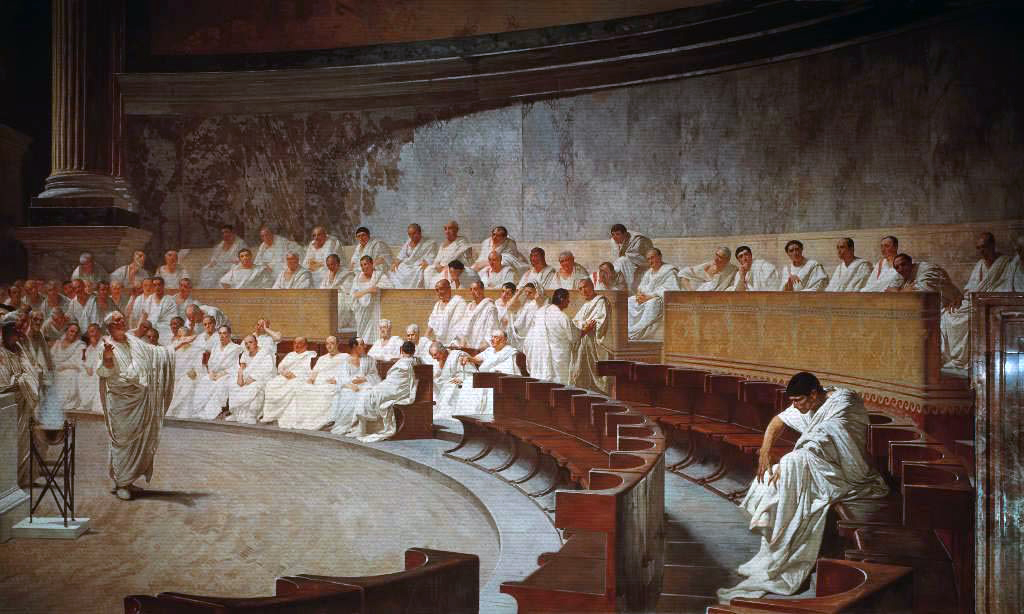
Ciceró pronuncia el seu discurs contra Catilina, fresc de Cesare Maccari al Palazzo Madama de Roma.

El 8 de novembre al matí, Ciceró es va presentar al senat on va començar el seu famós discurs "Quousque tandem abutere, Catilina, patientia nostra?" (Fins quan, Catilina, abusaràs de la nostra paciència?) (la primera catilinària). Al discurs, Catilina va contestar implorant els senadors de no escoltar les calúmnies del cònsol però els crits d'enemic el van interrompre. Va tornar a casa seva intuint que tot estava perdut, ja que no es podien organitzar els tumults ni calar foc, i va deixar els afers de Roma en mans de Lèntul i Cetege i a la nit va sortir de la ciutat.
Durant uns dies (des del 9 de novembre) va romandre amb els seus partidaris a Arretium, on es va proclamar cònsol i va anar al camp de Manli. El dia 9 de novembre el senat va declarar Catilina i Manli enemics públics i va enviar oficials a Etrúria, Picè, Campània, Pulla i d'altres districtes. El cònsol Antoni hauria de fer la guerra als colpistes i Ciceró romandria a Roma; es va dictar una amnistia per a tot aquell qui deixés el camp rebel i recompenses per informació, però el descontentament devia ser important perquè no consta ni una sola persona de cap classe social que utilitzés aquesta proclamació del senat, i no es van produir desercions de soldats, ni tan sols aïllades.
En aquesta època hi havia a Roma un grup d'al·lòbroges que feien pressió per la seva causa i no havien obtingut satisfacció. Lèntul va obrir contactes amb ells, assegurant-se el suport de moltes tribus de gals per a la revolta; però els ambaixadors al·lòbroges van alertar Quint Fabi Sanga, que era patró de la nació, i aquest va avisar Ciceró. Quan els ambaixadors van deixar Roma el 3 de desembre, van ser sopresos per agents de Ciceró al pont Milvi emboscats, i foren capturats. Després de tenir controlats els gals, Ciceró va fer comparèixer Lèntul, Cetege, Estatili i Gabini, els caps de la conspiració a Roma, i allà van haver de confessar els seus plans, dels quals Ciceró, a més a més, ja tenia proves. Lèntul, que era pretor, fou destituït del seu càrrec i empresonat amb els altres.

## La desfeta
Ciceró va pronunciar llavors un tercer discurs on va revelar els detalls d'aquesta trama amb els gals. Quan això es va saber el poble va reaccionar contra Catilina. El senat, reunit el 5 de desembre, va decretar la pena de mort per als conspiradors. Aquella mateixa nit, Lèntul, de la noble família dels Cornelis i els altres, foren estrangulats a la part dita Tullianum de la presó Mamertina, on havien estat traslladats. Ciceró, aparegué davant la multitud i els anuncià l'execució amb la cèlebre expressió "Vixerunt". El Senat decretà una acció de gràcies als déus i Ciceró fou aclamat com a "pare de la Pàtria".
Catilina va fugir al costat de Gai Manli, qui dirigia la conspiració a Etrúria, amb la intenció d'avançar cap a Roma amb les tropes que tenien repartides per Etrúria, Picé i la Gàl·lia Cisalpina que formaven dues legions. El Senat va enviar tres exèrcits per combatre el de Catílina sota comandament del cònsol Antoni. Quan el cònsol Antoni es va acostar, Catilina es va retirar a les muntanyes i va evitar l'enfrontament mentre les seves forces cada dia s'incrementaven degut al suport popular que tenia a la zona. Però quan es va saber que els conspiradors de Roma havien estat executats la gent va deixar de donar-li suport. Catilina es va fer fort al territori de Pistoia, des d'allà va decidir creuar els Apenins i retirar-se a la Gàl·lia Cisalpina. Però Metel Celer ja vigilava aquesta ruta i va interceptar els rebels quan baixaven de les muntanyes.
El gener del 62 aC, Catilina es va trobar amenaçat per Metel Celer de front i per Antoni a l'esquena i va decidir un enfrontament decisiu. La batalla, en la qual els republicans foren dirigits per Marc Petreu per suposada malaltia d'Antoni, fou sagnant. Es va lliurar prop de Pistòria (actual Pistoia), on Catilina i els seus van lluitar amb fúria. Quan Catilina va veure que tot estava perdut es va provocar la mort; els tres mil soldats que l'acompanyaven igualment van preferir morir.